# Evoluzione parallela

Grafico della teoria multiregionale dell'evoluzione umana fino all'uomo moderno. Le linee orizzontali rappresentano il flusso genetico tra linee regionali

L'ipotesi dell'evoluzione parallela, da non confondere con la teoria poligenista anche se è quella che più le si avvicina, è stata avanzata dal paleontologo Carleton Coon.
Tale teoria ipotizza che l’Homo sapiens (l'uomo moderno) si è sviluppato in modo distinto dall’Homo erectus in cinque aree separate della Terra ed in tempi diversi, evolvendo per migliaia di anni indipendentemente e dando origine alle varianti locali. È spesso confusa con l'ipotesi multiregionale, ma tali teorie differiscono in modo significativo in quanto il "modello a candelabro" di Coon non contempla flusso genetico tra le antiche popolazioni umane.

## Definizione classica
L'evoluzione parallela (spesso indistinguibile e scambiata con l'evoluzione convergente come invece lo sono le ali negli uccelli e nei pipistrelli o il sistema d'ecolocalizzazione in questi ed in alcuni cetacei) è l'evoluzione, nello stesso tempo e in un simile ecosistema, di gruppi o specie geograficamente separate, discendenti però da un antenato comune, in modo tale da essere morfologicamente simili. Tipico esempio sono le similarità morfo-funzionali dei mammiferi marsupiali australiani (forma del corpo, struttura degli arti,...; simili e analoghi modi di alimentarsi) e di quelli placentati altrove. Tanto che i marsupiali sono spesso denominati dalla loro controparte placentata: lupo marsupiale, talpa marsupiale, topo marsupiale,...
Ma anche insetti e molte specie di api e di formiche hanno similmente evoluto uguali e complessi comportamenti sociali. 
È infatti molto probabile che specie che risultano molto affini tra loro e che hanno gli stessi modelli di sviluppo e simili pool genici si modifichino allo stesso modo se soggetti ad analoghe pressioni selettive.
Fino a pochi anni fa l'evoluzione parallela a livello genotipico era considerata improbabile, perché si pensava che le differenze fenotipiche fossero controllate da molti geni. Crescenti prove hanno però evidenziato che la variazione fenotipica è talvolta dovuta ad una semplice base genetica e che le evoluzioni parallele a livello genotipico possono essere più frequenti di quanto si pensasse. Recenti studi hanno ad esempio messo in luce che la fermentazione digestiva che avviene nelle scimmie Colobinae e negli uccelli Hoazin, simile a quella dei ruminanti, sia dovuta ad evoluzione genetica parallela o convergente.